# Плахотин, Сергей Игоревич
Сергей Игоревич Плахотин (род. 27 июня 1966, Свердловск) — политтехнолог, генеральный директор газеты «Коммерсантъ-Урал» (2012—2021 гг.), заместитель главы Екатеринбурга (с 2021 года).

## Биография
После окончания школы поступил в Уральский политехнический институт им. С. М. Кирова (ныне — Уральский федеральный университет) на специальность инженера-металлурга. Окончил Уральскую академию госслужбы (ныне — Уральский институт управления) по специальности «юриспруденция».
После учёбы работал в Институте металлов Академии наук, был депутатом Законодательного собрания Свердловской области, заместителем директора Уральской горно-металлургической компании (УГМК) по общим вопросам. Во время работы в УГМК контролировал работу телекомпаний АТН и «10 канал», газеты «Подробности», выстраивал отношения с другими медиаструктурами.
С 2006 года стал руководителем рекламно-производственной группы «Печатное поле», где проработал до 2012 года. В августе 2012 года был назначен генеральным директором «Коммерсантъ-Урал».
C 1 февраля 2021 года стал вице-мэром Екатеринбурга по связям с общественностью. В настоящее время в администрации Екатеринбурга руководит департаментом информационной политики, департаментом общественных связей и подразделением по развитию внешнеэкономических связей.
Плахотин инициировал создание оргкомитета по продвижению Шигирского идола — древнейшей в мире деревянной скульптуры, как символа Екатеринбурга в мире

## Политическая деятельность
В 1990-е годы, работая в аппарате Свердловской областной думы, консультировал в ходе избирательных кампаний Антона Бакова.
Первым проектом Плахотина после его назначения на пост заместителя директора УГМК стала победа «Союза правых сил» на выборах в Государственную думу в Свердловской области в 1999 году. Партия набрала в Екатеринбурге рекордные 13,2 %, в целом по региону — 7 %.
Во время работы в УГМК Плахотину было поручено проведение кампании будущего лидера списка «Единой России» на выборах в Госдуму — Павла Крашенинникова. Также в 1990-е годы Сергей Плахотин стал автором проекта «Город без наркотиков» (придумал название и идеологию фонда). Символ и эмблему проекта создала супруга Плахотина Юлия. Евгений Ройзман появился в фонде, когда организация уже приступила к работе.

## «Коммерсантъ-Урал»
Под руководством Сергея Плахотина издательский дом «Коммерсантъ-Урал» выпустил более десяти книг по истории Екатеринбурга и Свердловской области. Среди них: «Бури вестники», «Ловцы банд. Место встречи», «Приходы. Культурные волны Урала», «Победа. Одна на всех».
1 апреля 2019 года в редакции «Коммерсантъ-Урал» неизвестные устроили погром и оставили на столе Сергея Плахотина записку с угрозой. Пропали жесткие диски с его компьютера и компьютера главного редактора. Спустя год, в марте 2020-го, неизвестные обстреляли автомобиль Плахотина из пневматического оружия — он в момент случившегося в машине не находился.

## Признание и награды
В 2017 году получил «Хрустальное перо» за выпуск исторического фотоальбома «Свердловск-Екатеринбург». В 2019 году также был награждён «Хрустальным пером» от Свердловского творческого союза журналистов за издание исторического альбома «Ловцы банд. Место встречи», посвященного борьбе с преступностью на Урале.